# Chicagoskolan (arkitektur)

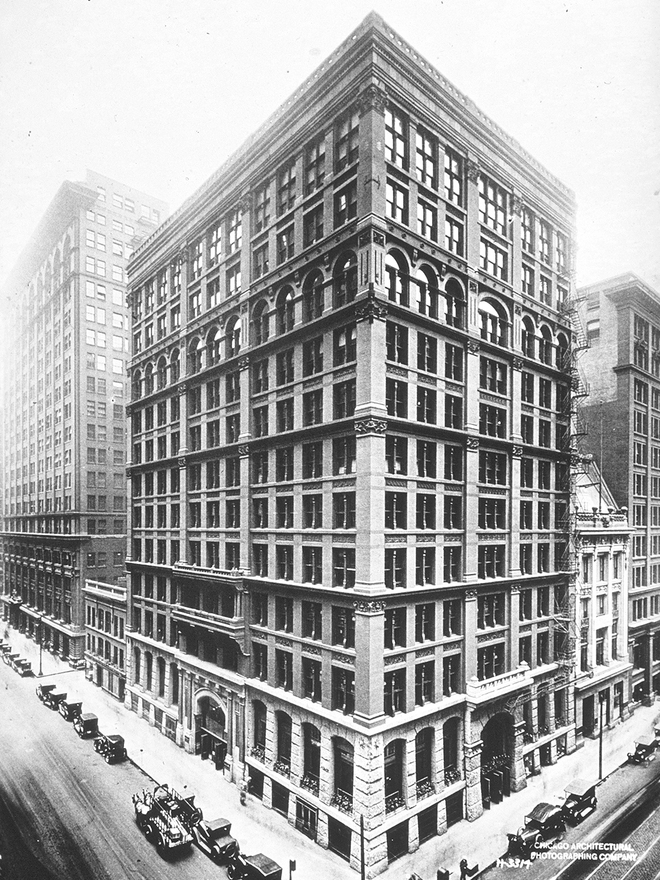
Home Insurance Building av Jenney i Chicago från 1885.

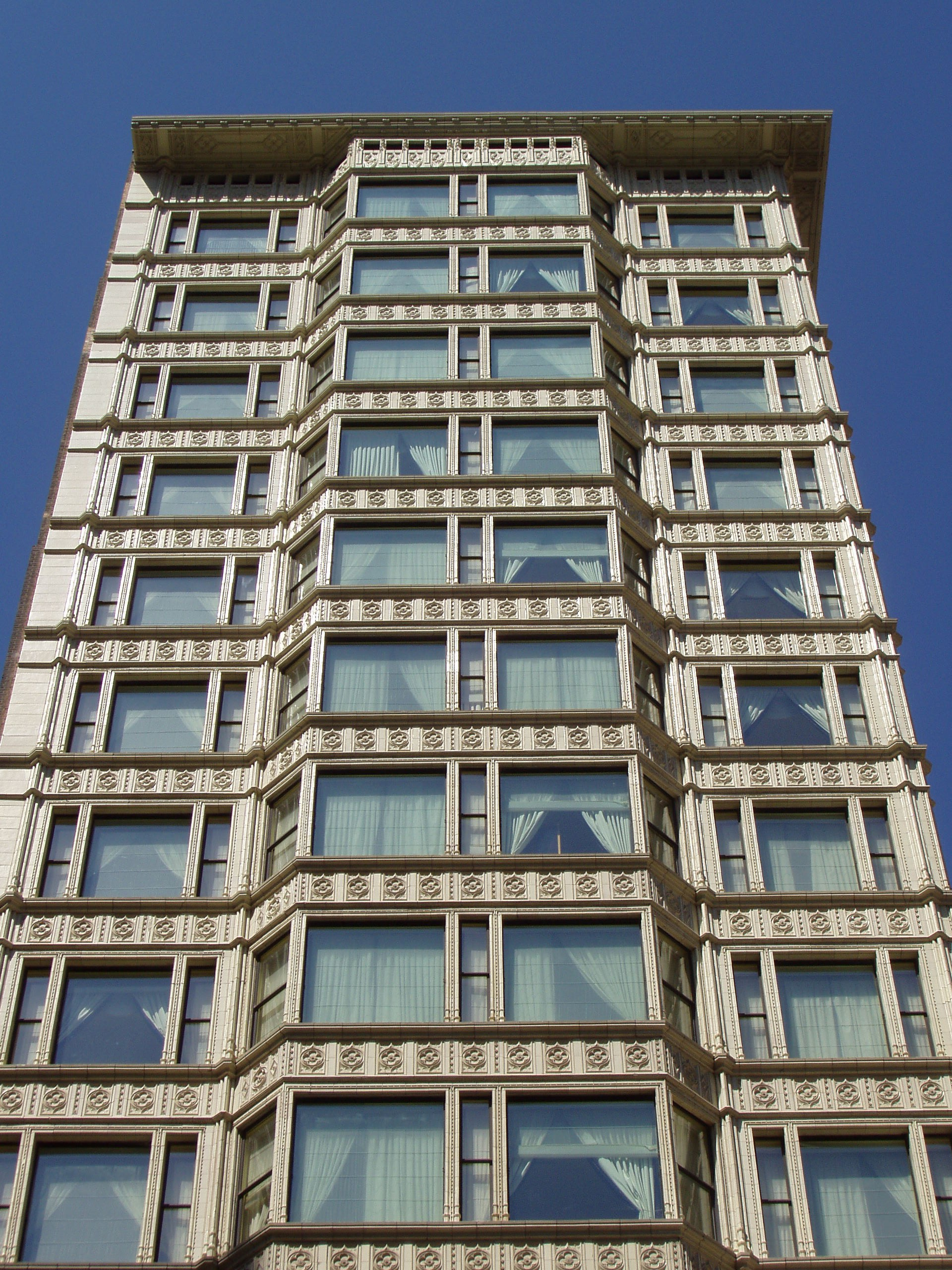
Reliance Building i Chicago efter ombyggnad till hotell.

Chicagoskolan var en riktning inom amerikansk arkitektur i slutet av 1800-talet som utvecklade skyskrapan med stålskelett, stora glasytor (fönster) och med exteriörer i stort sett i avsaknad av utsmyckningar. Skolans byggnader uppfördes främst i Chicago, men några även i Saint Louis och Buffalo.
Efter stadsbranden i Chicago 1871 stod det klart att gjutjärnskonstruktioner var olämpliga. En ny konstruktionstyp med bärande stålskelett tillkom 1885 med en byggnad av William Le Baron Jenney, nämligen Home Insurance Building i Chicago. Den har emellertid inslag i exteriören som tagits över från arkitekten H.H. Richardsons formspråk. I Jenneys följande byggnad, Leiter II Building, 1889–1890, är fasaden regelbunden. En högre (61 meter) och smalare byggnad, en skyskrapa, är Reliance Building, Chicago 1890–1894. Den ritades av Daniel Burnham och John Wellborn Root (den senare efterträddes av Charles Atwood).
Efter världsutställningen i Chicago 1893 vändes intresset åter till mer utsmyckade exteriörer bland annat i Beaux-Arts-stil och Chicagoskolans inflytande avtog.

## Arkitekter
Arkitekter och arkitektkontor verksamma inom Chicagoskolan var bland andra:
- Dankmar Adler och Louis Sullivan
- William Holabird och Martin Roche
- Daniel H. Burnham och John W. Root
- William Le Baron Jenney

## Galleri

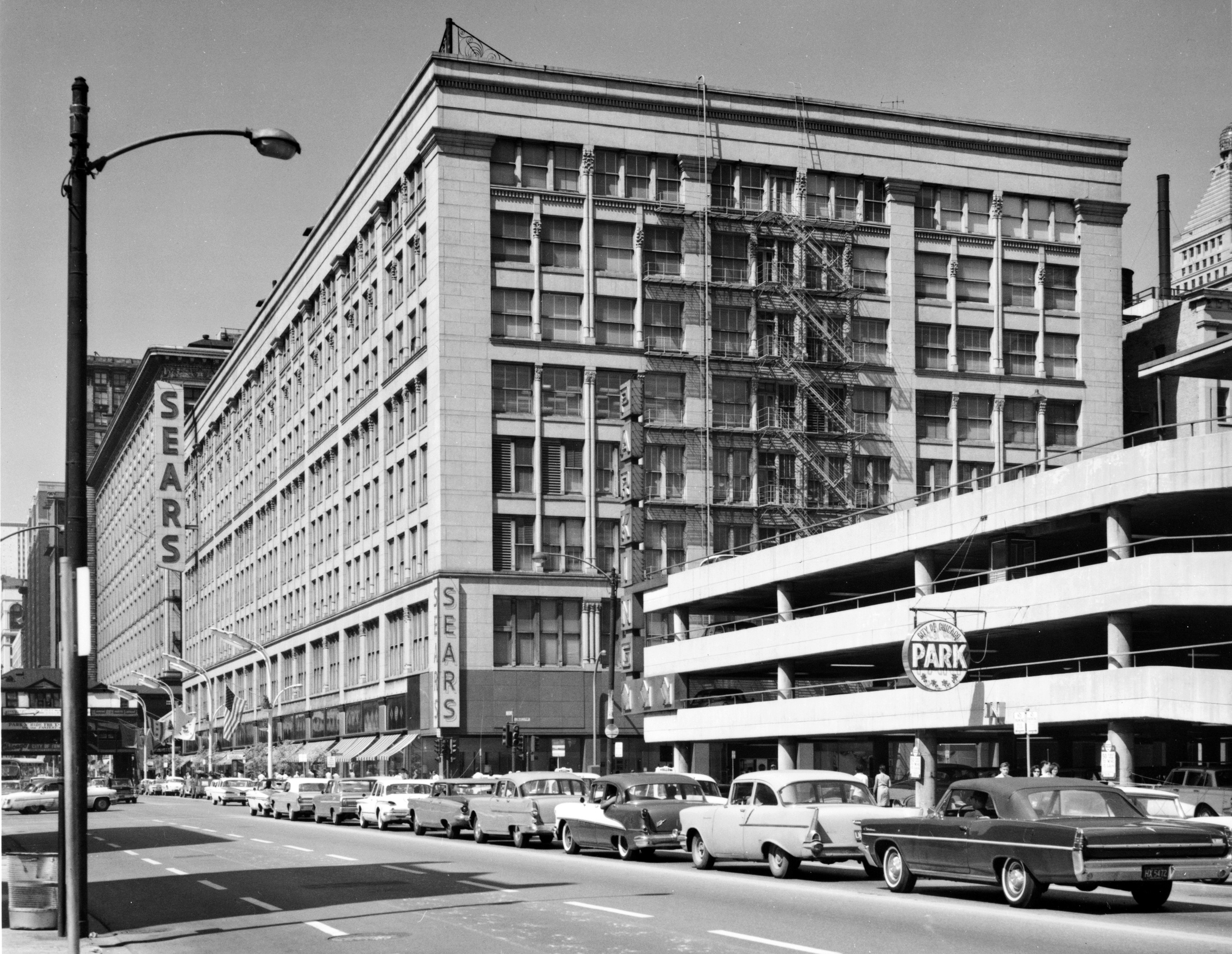
Jenneys Leiter II Building, Chicago.
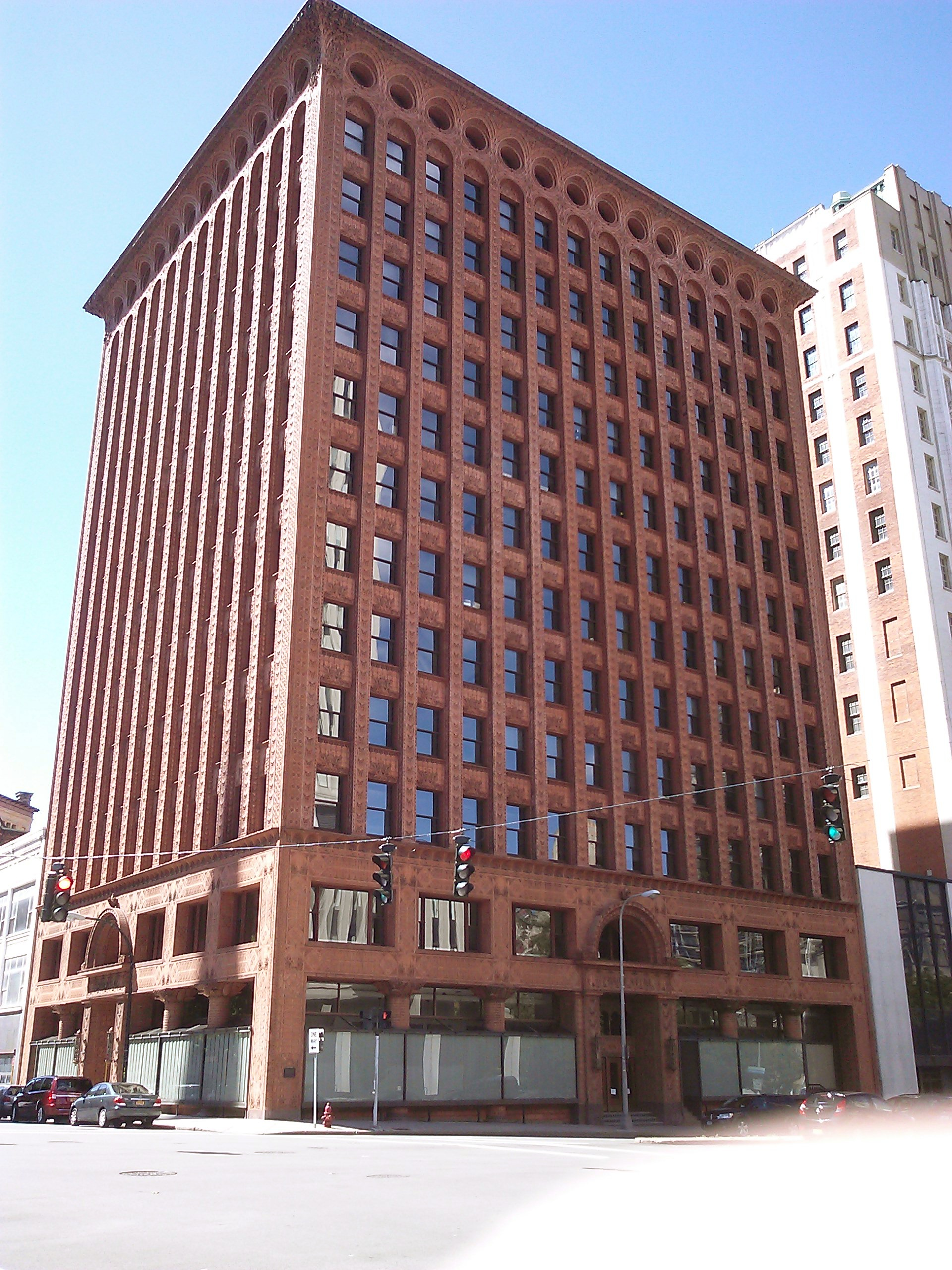
Prudential (Guaranty) Building, Buffalo, 1896, av Sullivan och Adler.
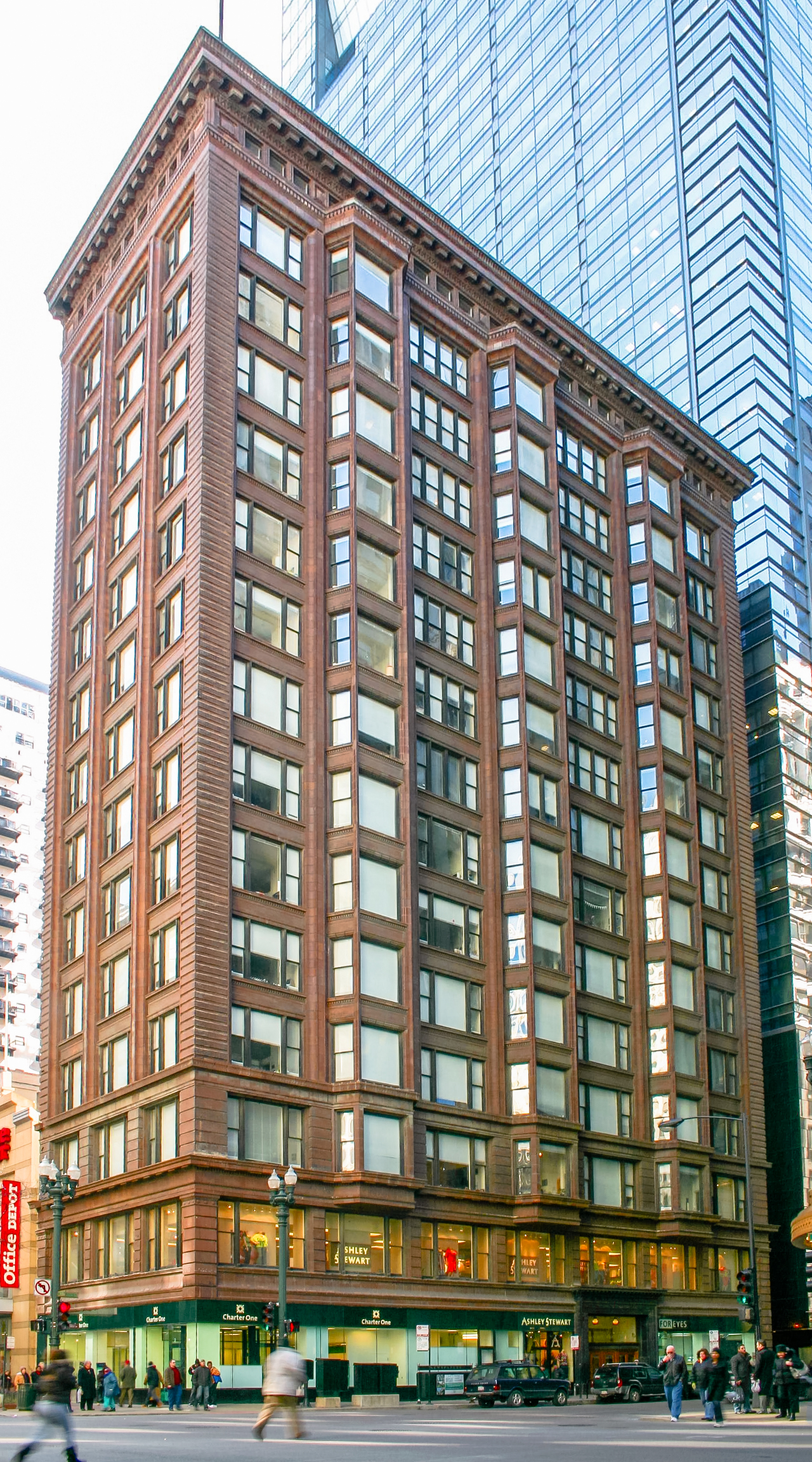
Chicago Building, 1904–1905, av Holabird & Roche.